# Aubrey Beardsley
Aubrey Vincent Beardsley (Brighton, 21 de agosto de 1872 – Menton, 16 de março de 1898) foi um importante ilustrador e escritor inglês.
O seu estilo recebeu influência do grupo pré-rafaelita e da estampa japonesa e influenciou o desenvolvimento da art nouveau.

## Ilustrações
Beardsley foi o artista mais controverso do período da Arte Nova, famoso pelas suas imagens escuras, perversas e eróticas, do seu período tardio. As suas ilustrações eram a preto e branco sobre fundo branco. Alguns dos seus desenhos, inspirados pela arte shunga japonesa, exibiam genitais gigantescos. As suas ilustrações mais famosas usaram a história e a mitologia como tema. Entre estas, incluem-se as das edições privadas de Lisístrata, de Aristófanes, e os seus desenhos para a peça Salomé, de Oscar Wilde, estreada em Paris em 1896. Outro projeto de ilustração importante foi a edição de 1896 de The Rape of the Lock, de Alexander Pope.

## Galeria

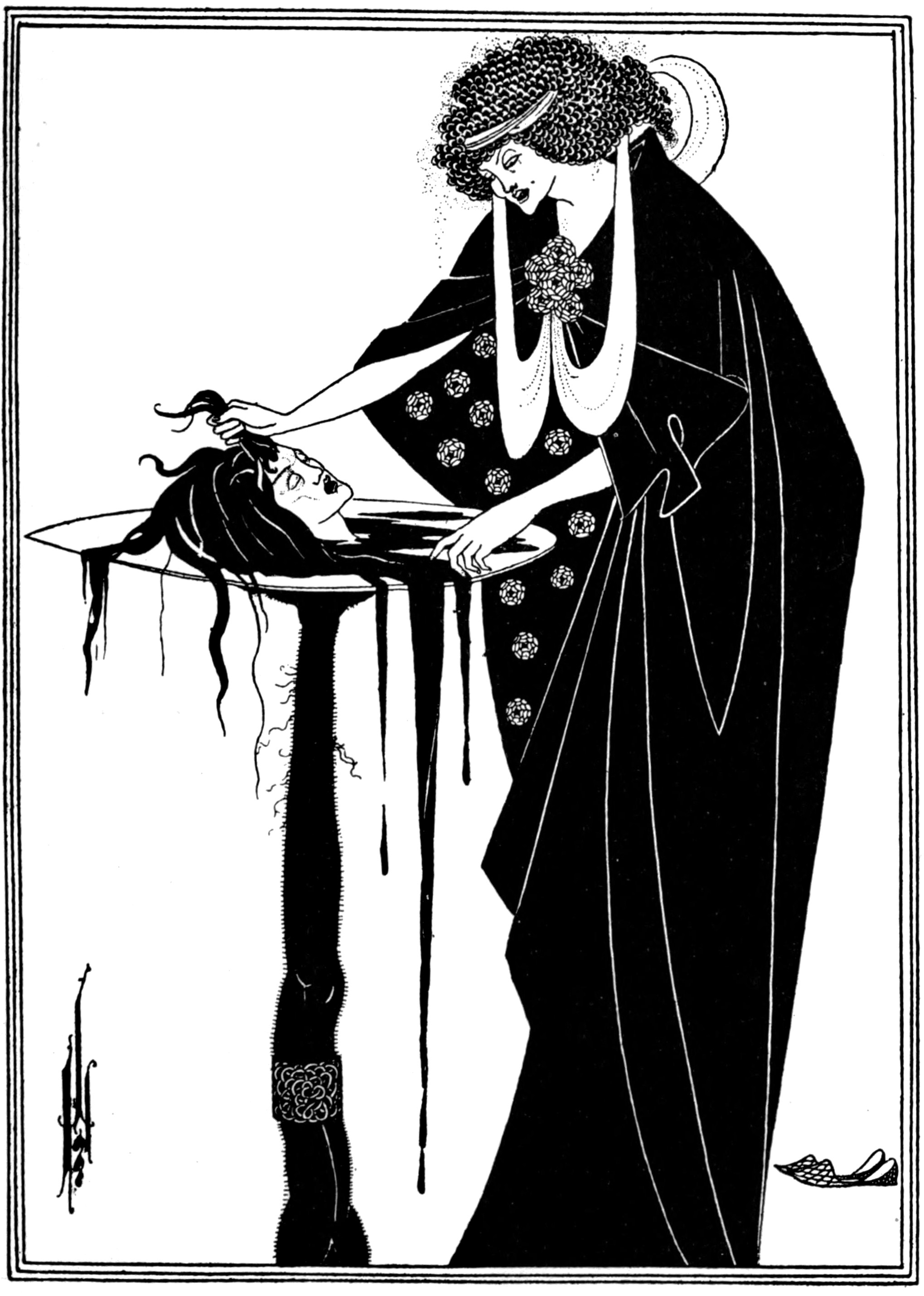
The Dancers Reward, de Salomé (Londres, 1904)]]
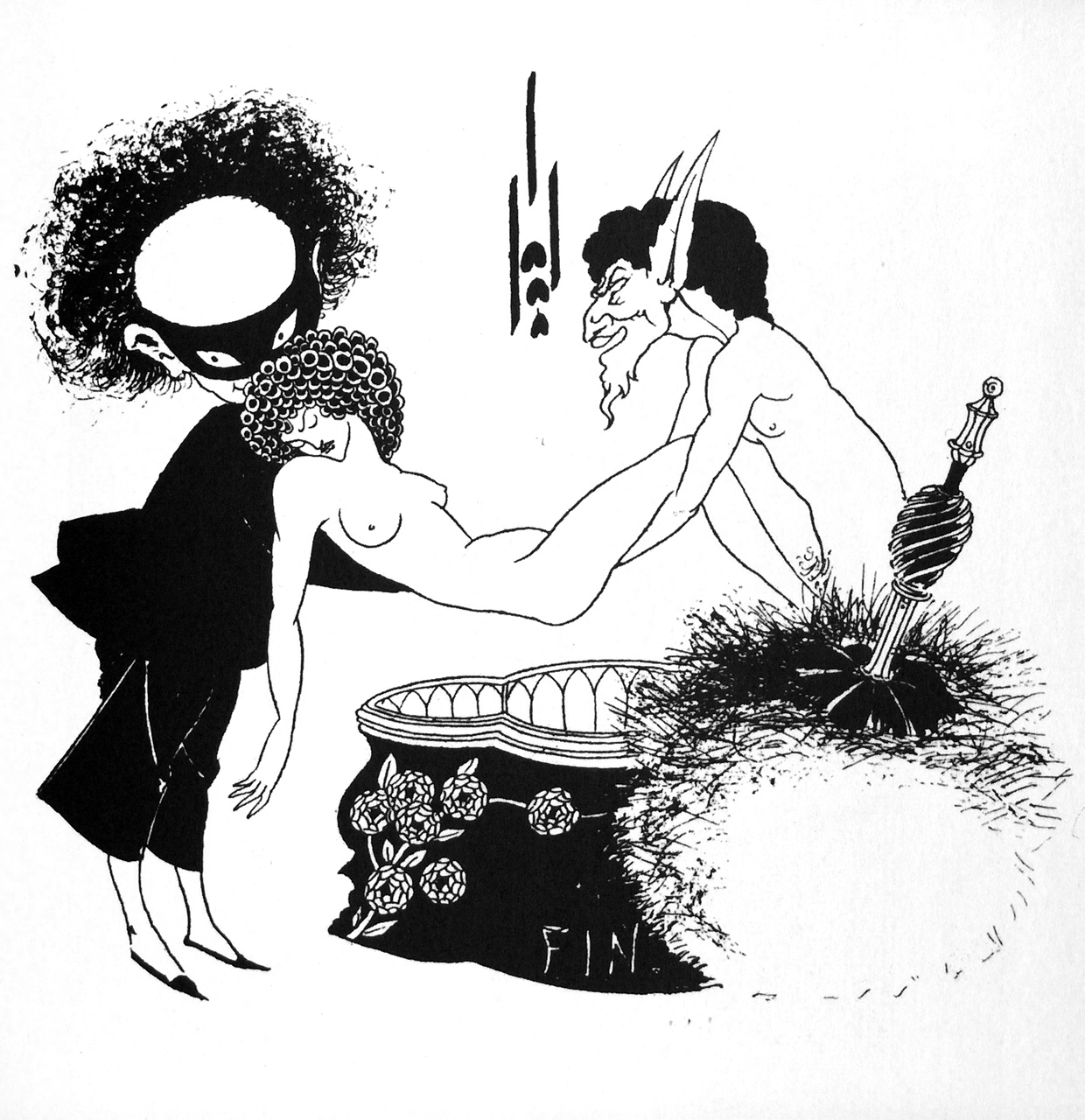
Tailpiece ou Cul de Lampe, capa para Salomé de Oscar Wilde, 1893–4
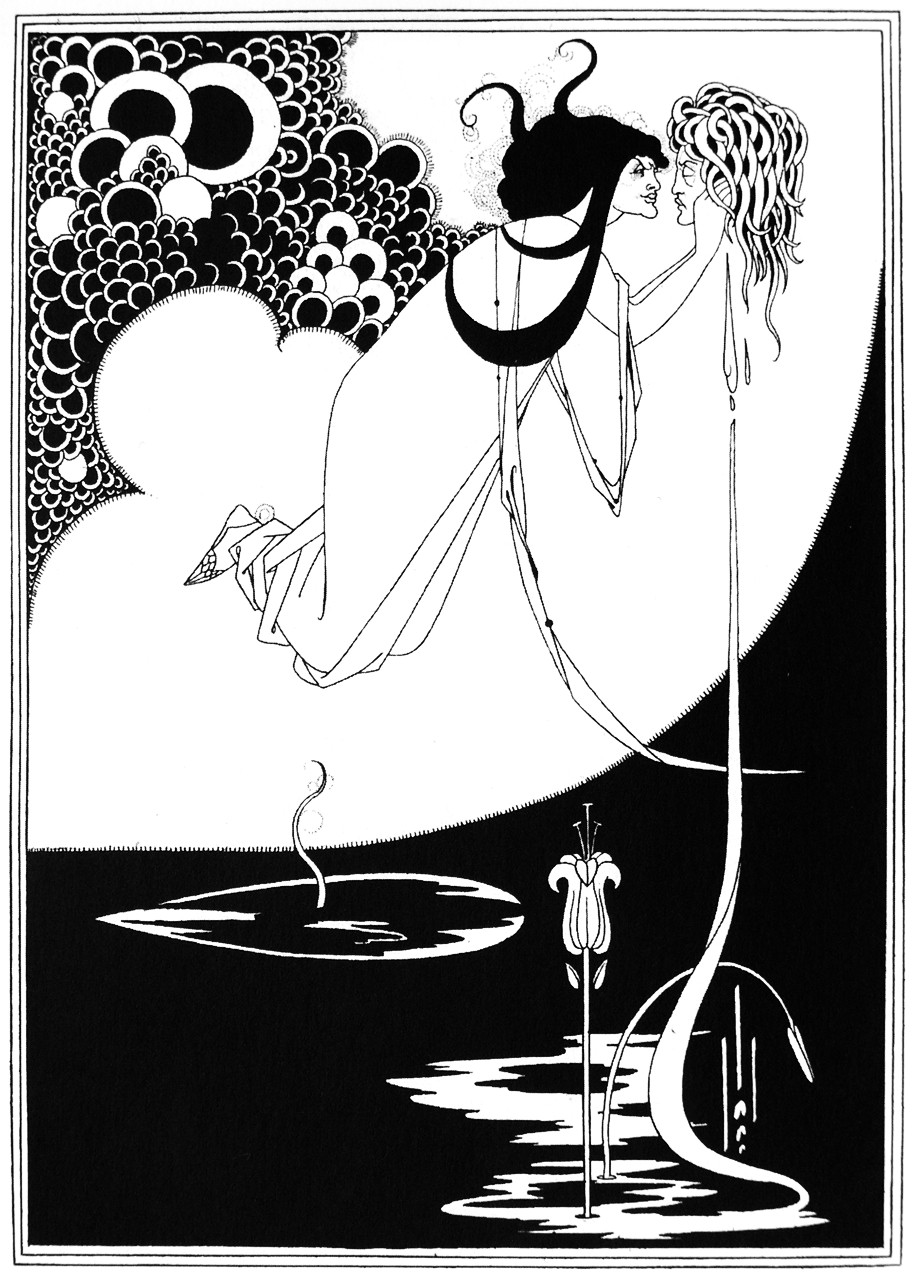
The Climax das ilustrações de Salomé, 1893–4
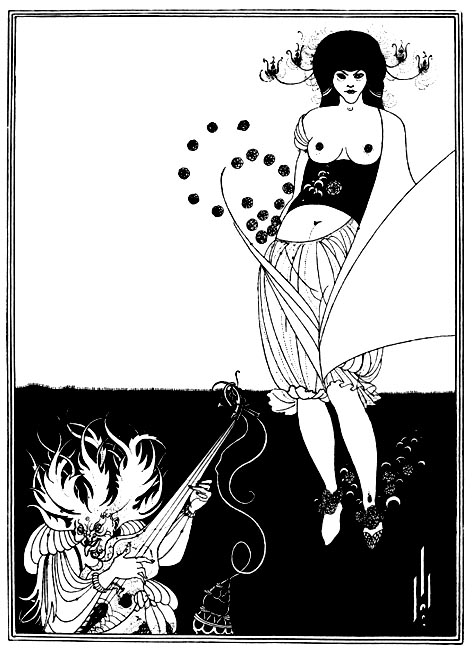
The Stomach Dance, 1893–4
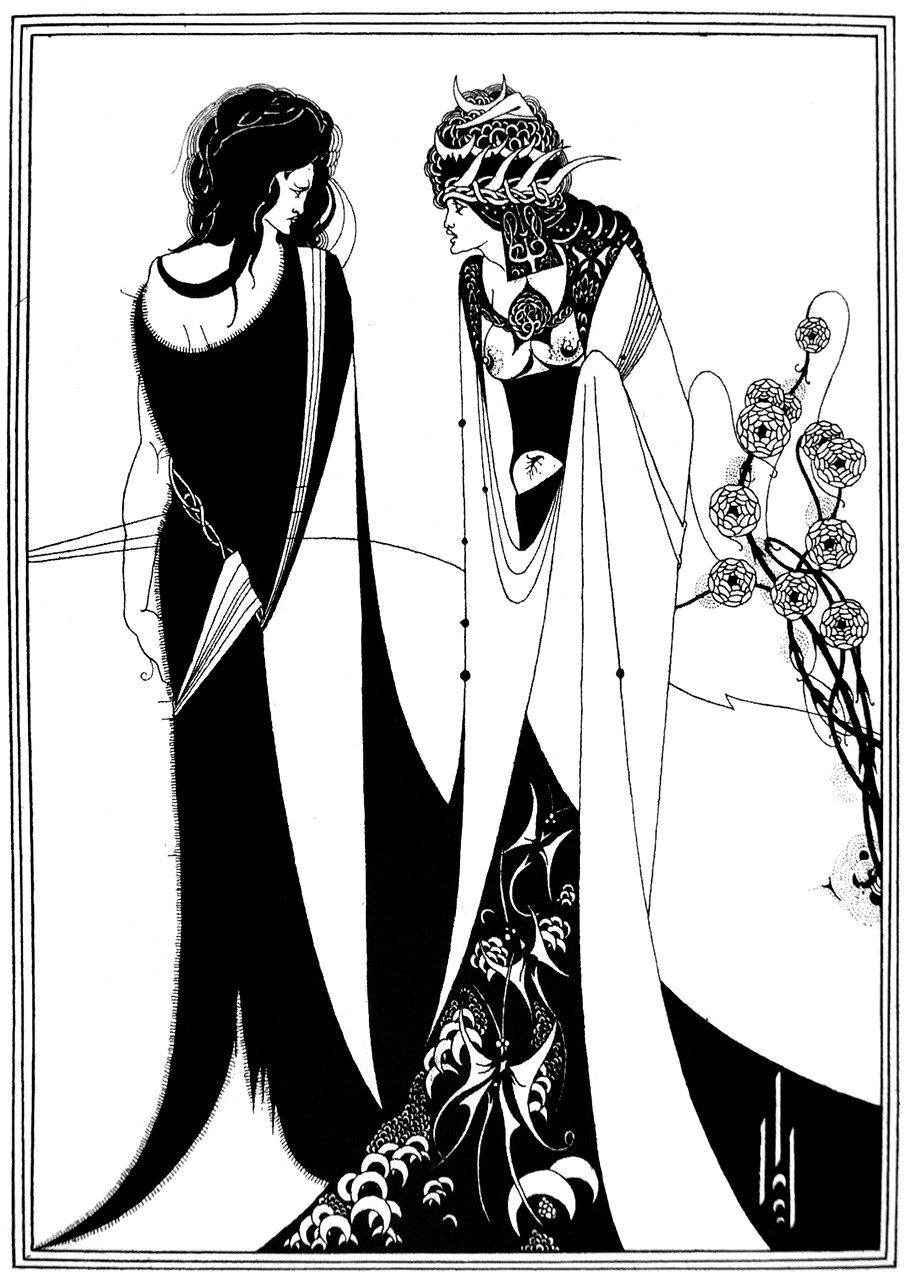
John the Baptist and Salome, 1893–4 (publicado em 1907)
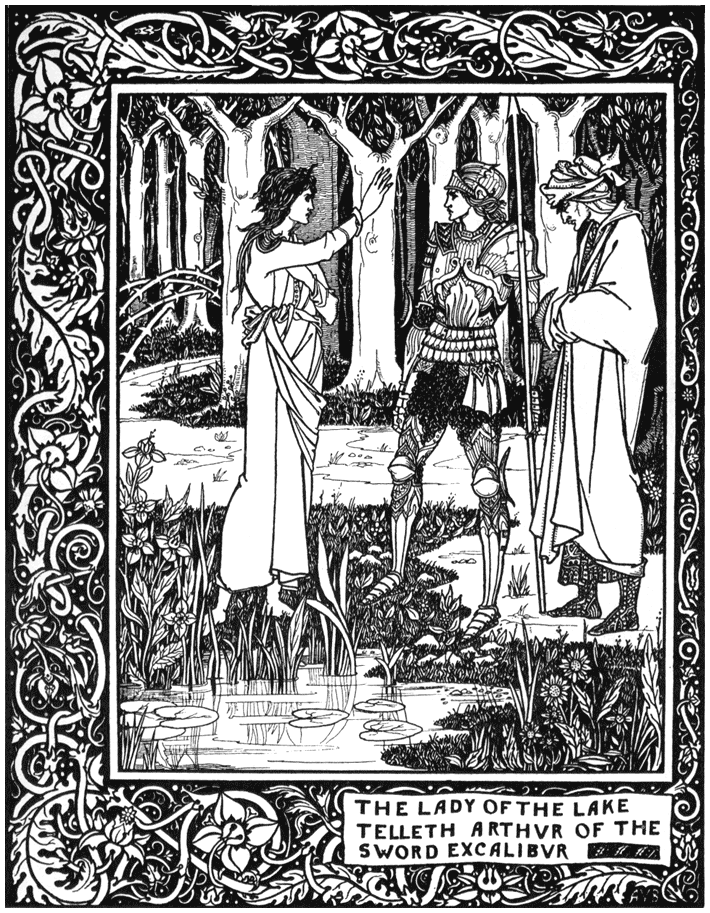
Illustration from Thomas Malory's Le Morte d'Arthur, 1894
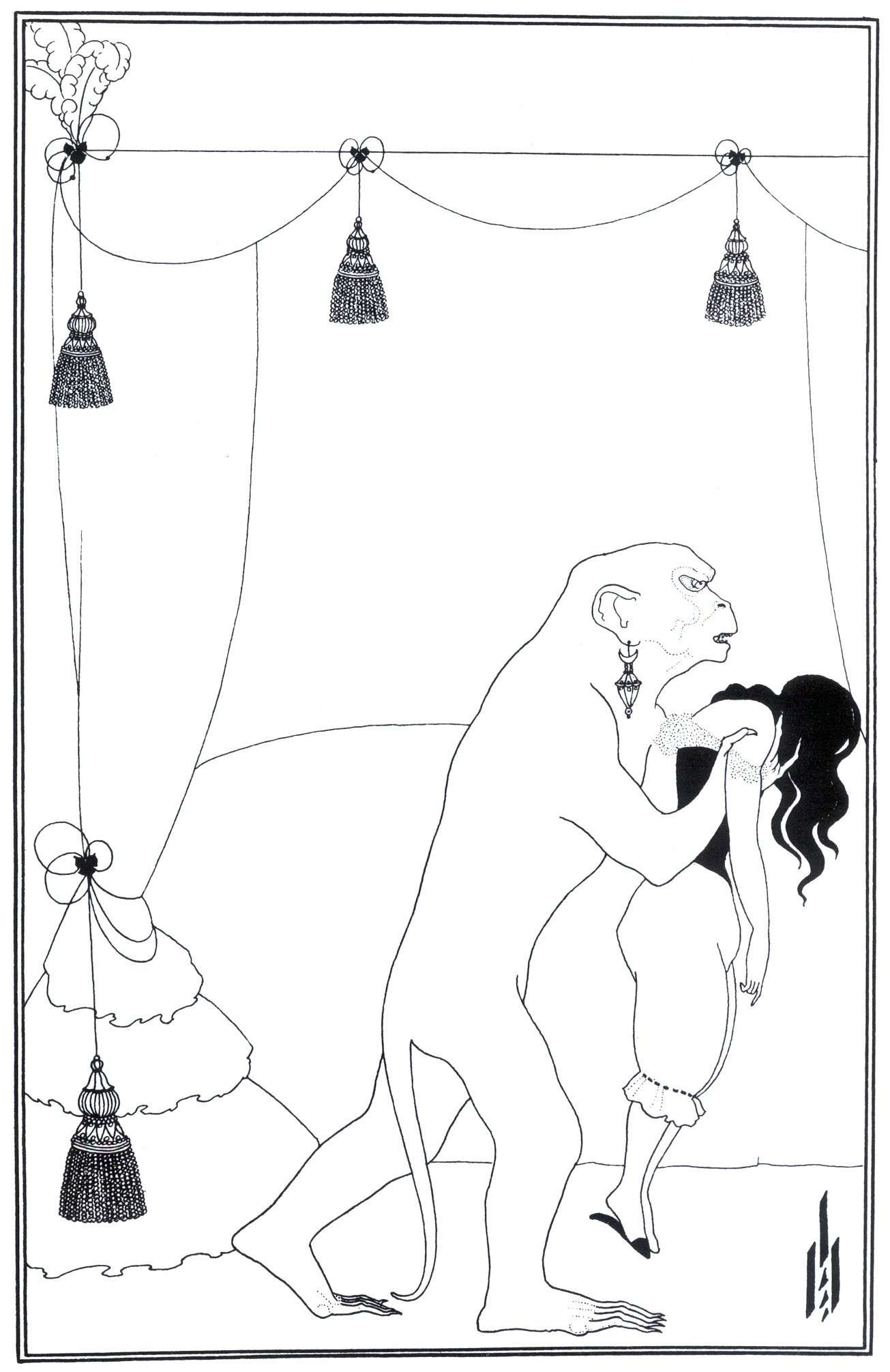
Illustration for Edgar Allan Poe's The Murders in the Rue Morgue, 1894–5
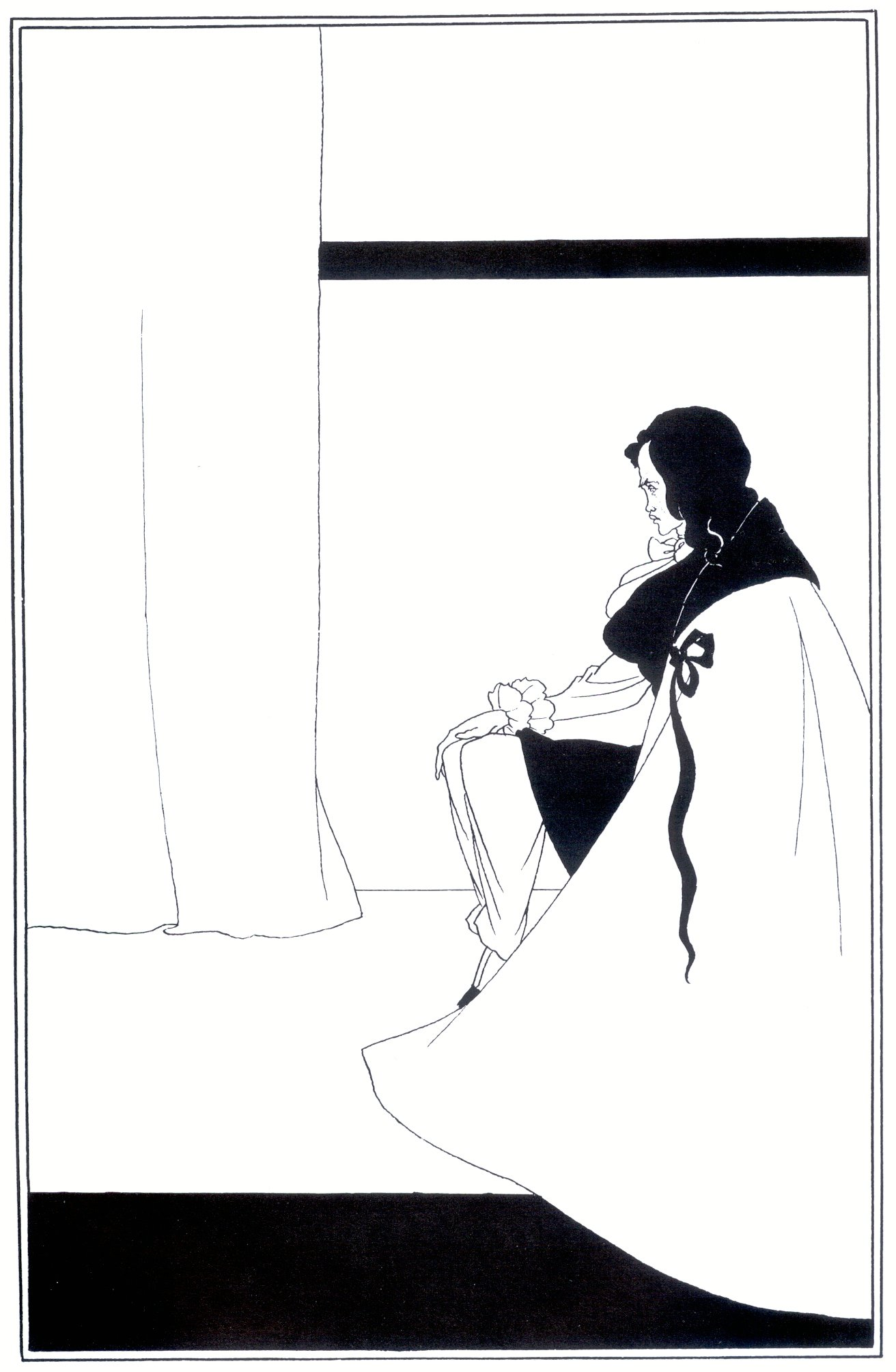
The Fall of the House of Usher, 1894–5
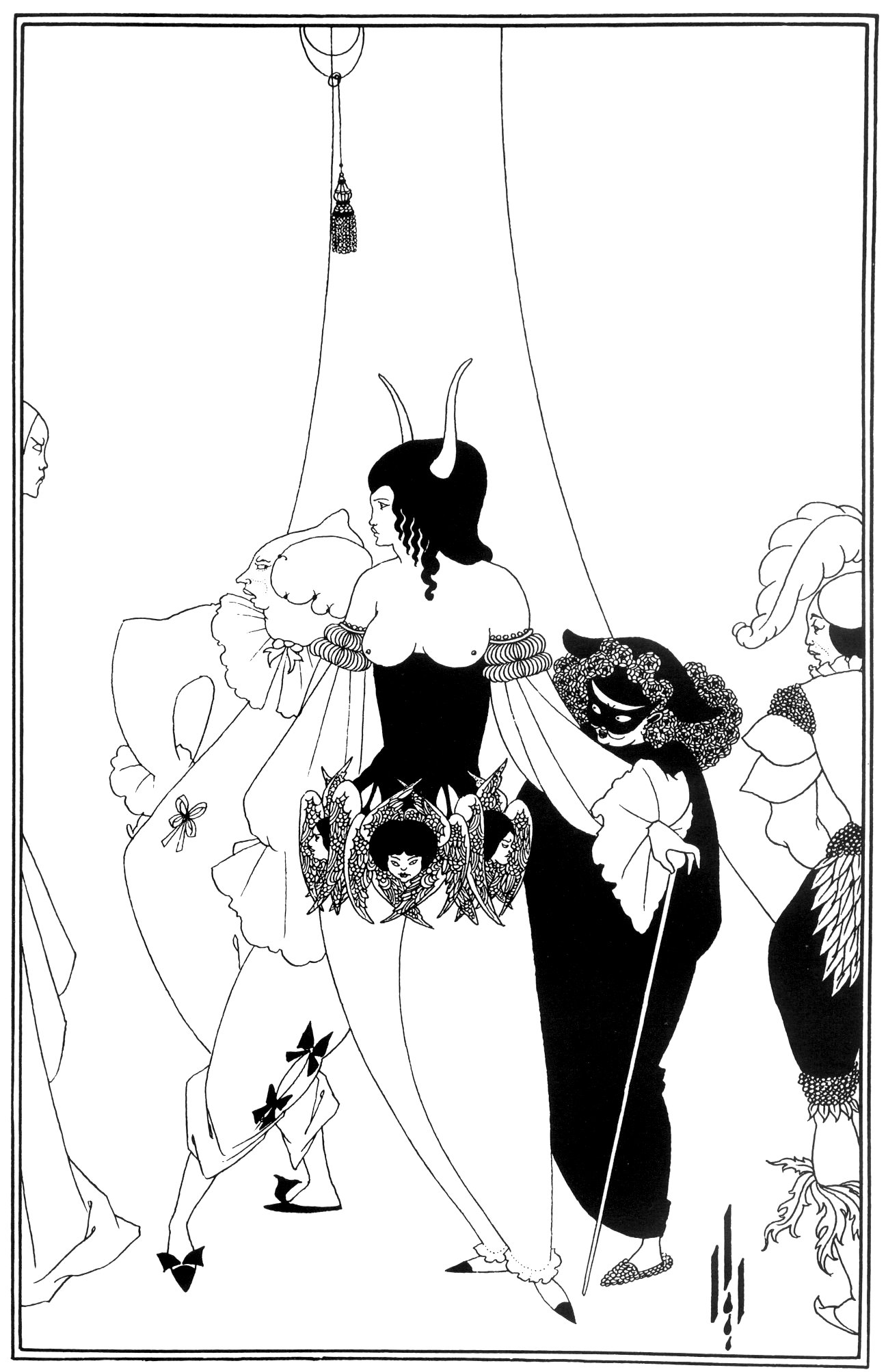
Illustration for The Masque of the Red Death, 1894–5
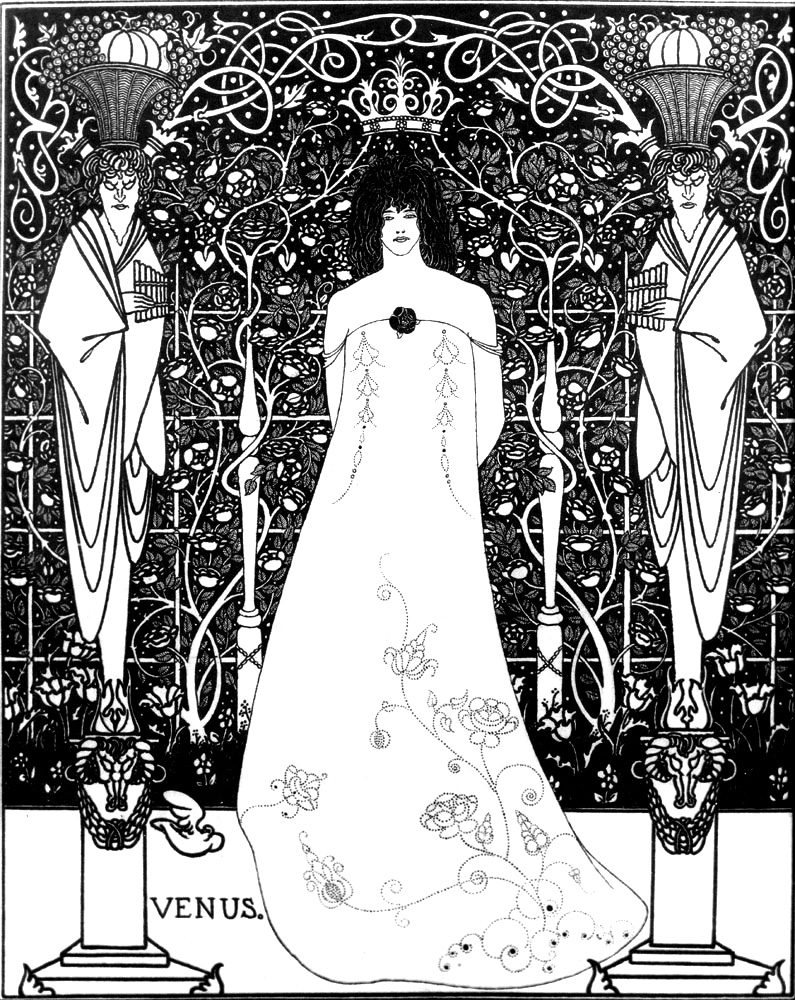
Venus between Terminal Gods, 1895
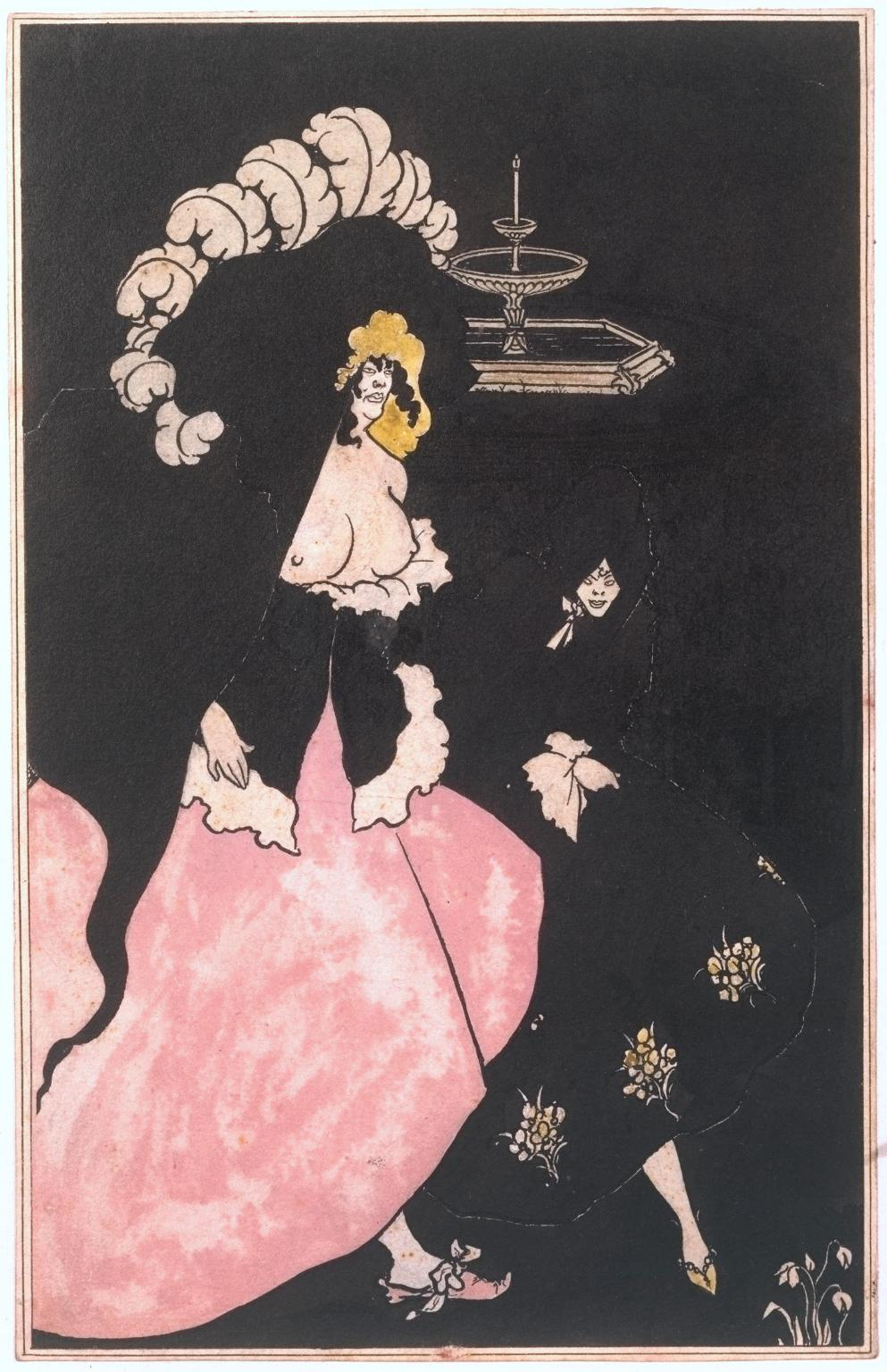
Messalina and her Companion, Tate Britain, 1895
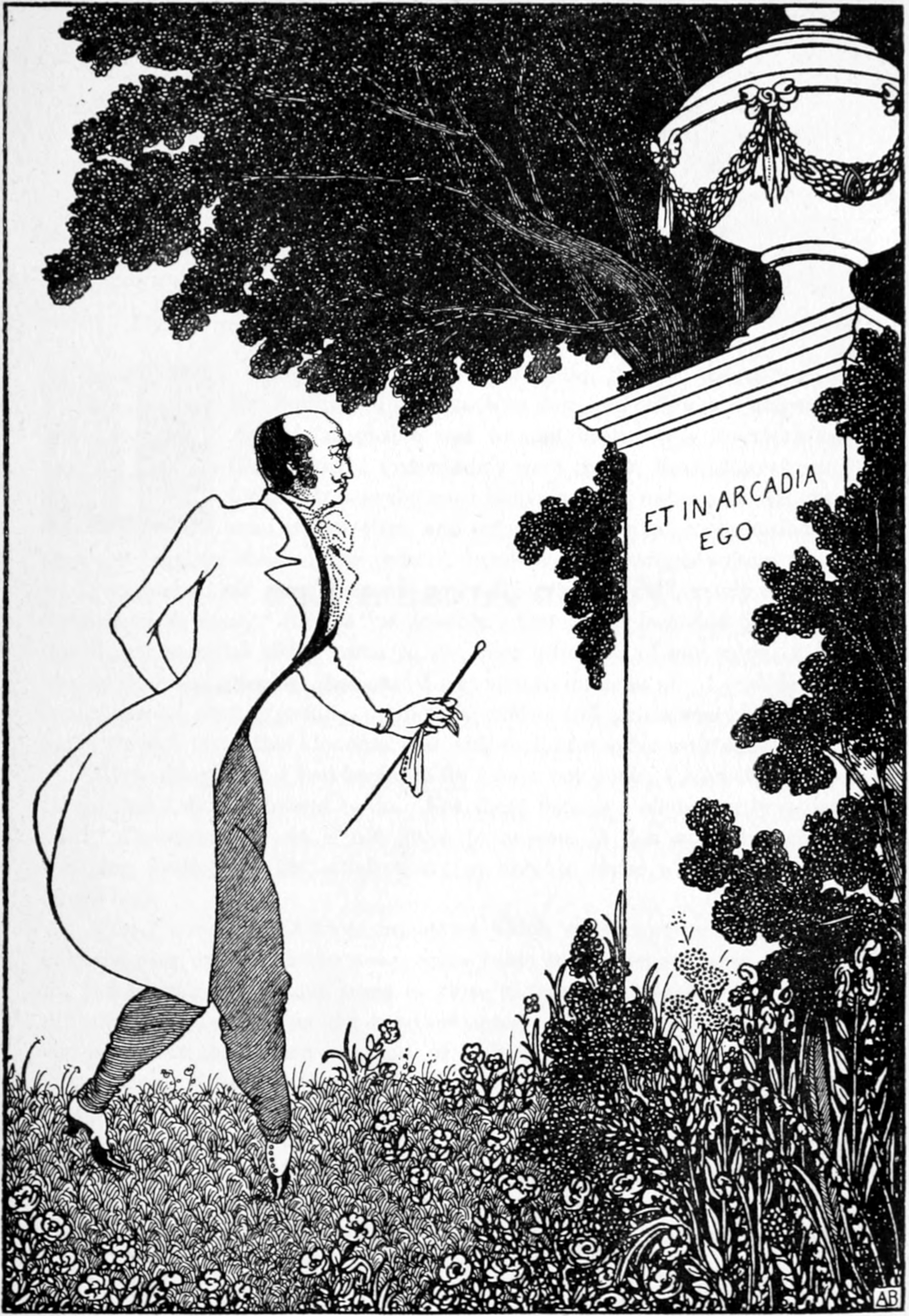
Et in Arcadia Ego, 1896
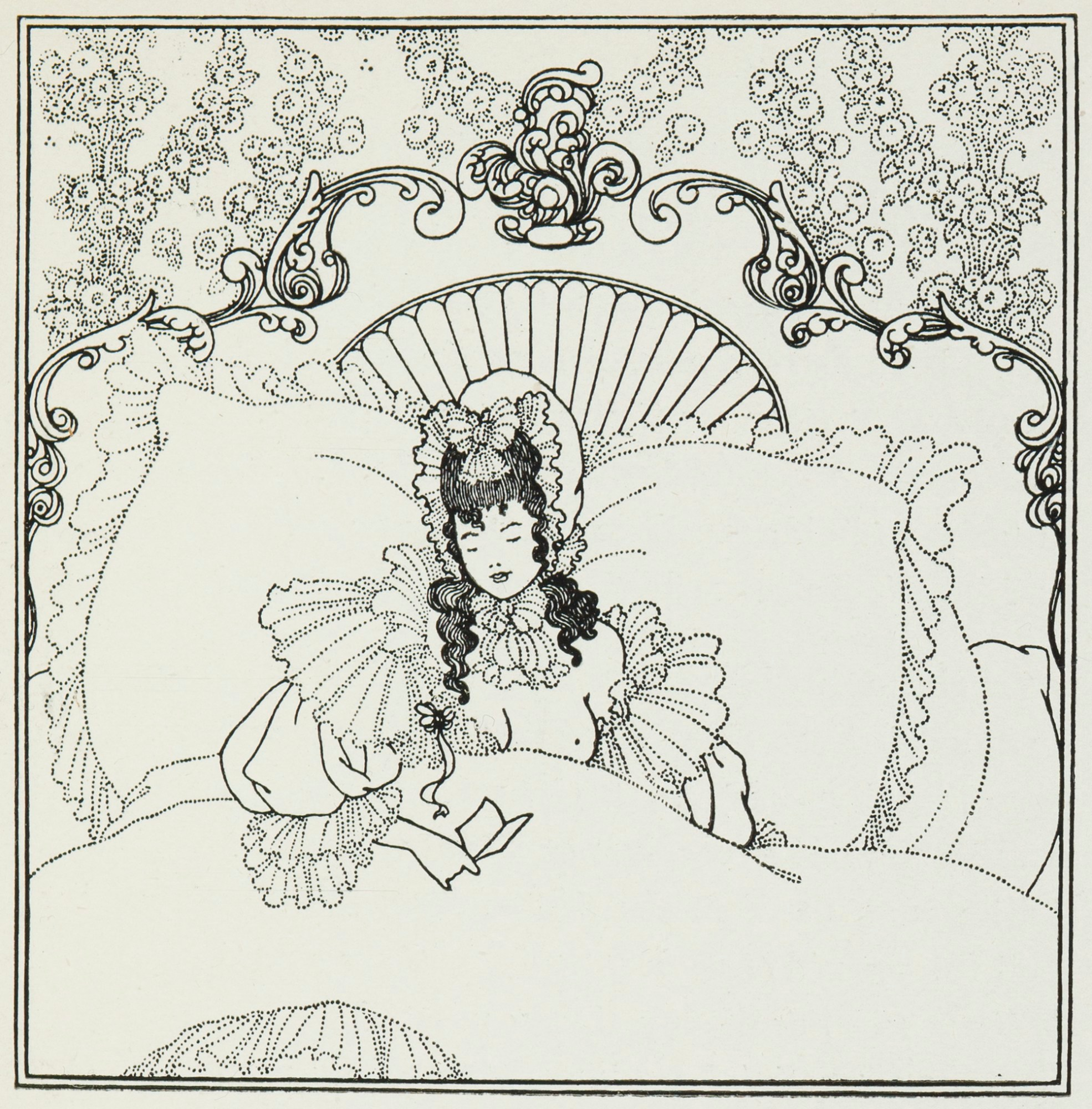
The Billet-doux, from The Rape of the Lock de Alexander Pope, 1896
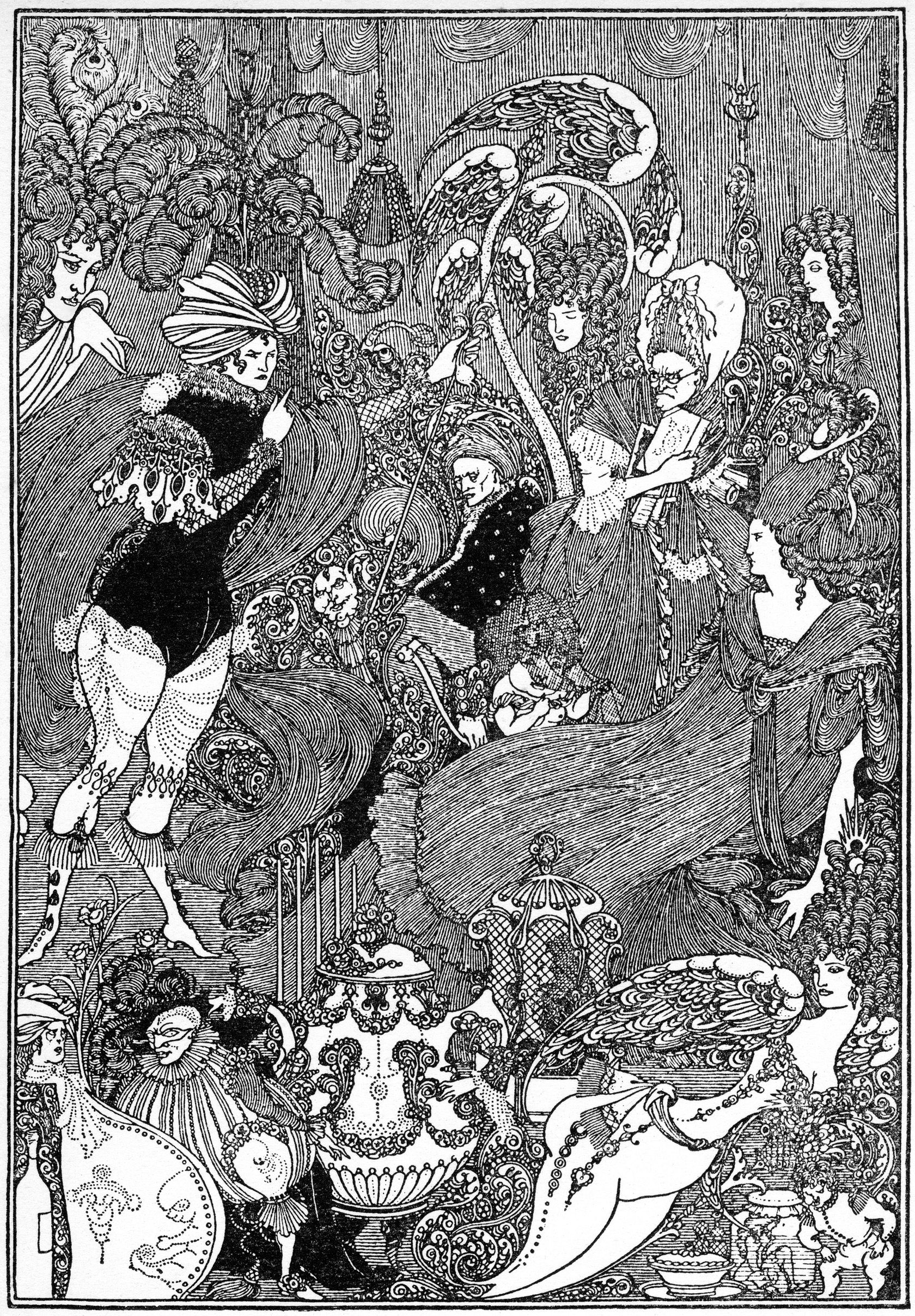
The Cave of Spleen, de  The Rape of the Lock, 1896
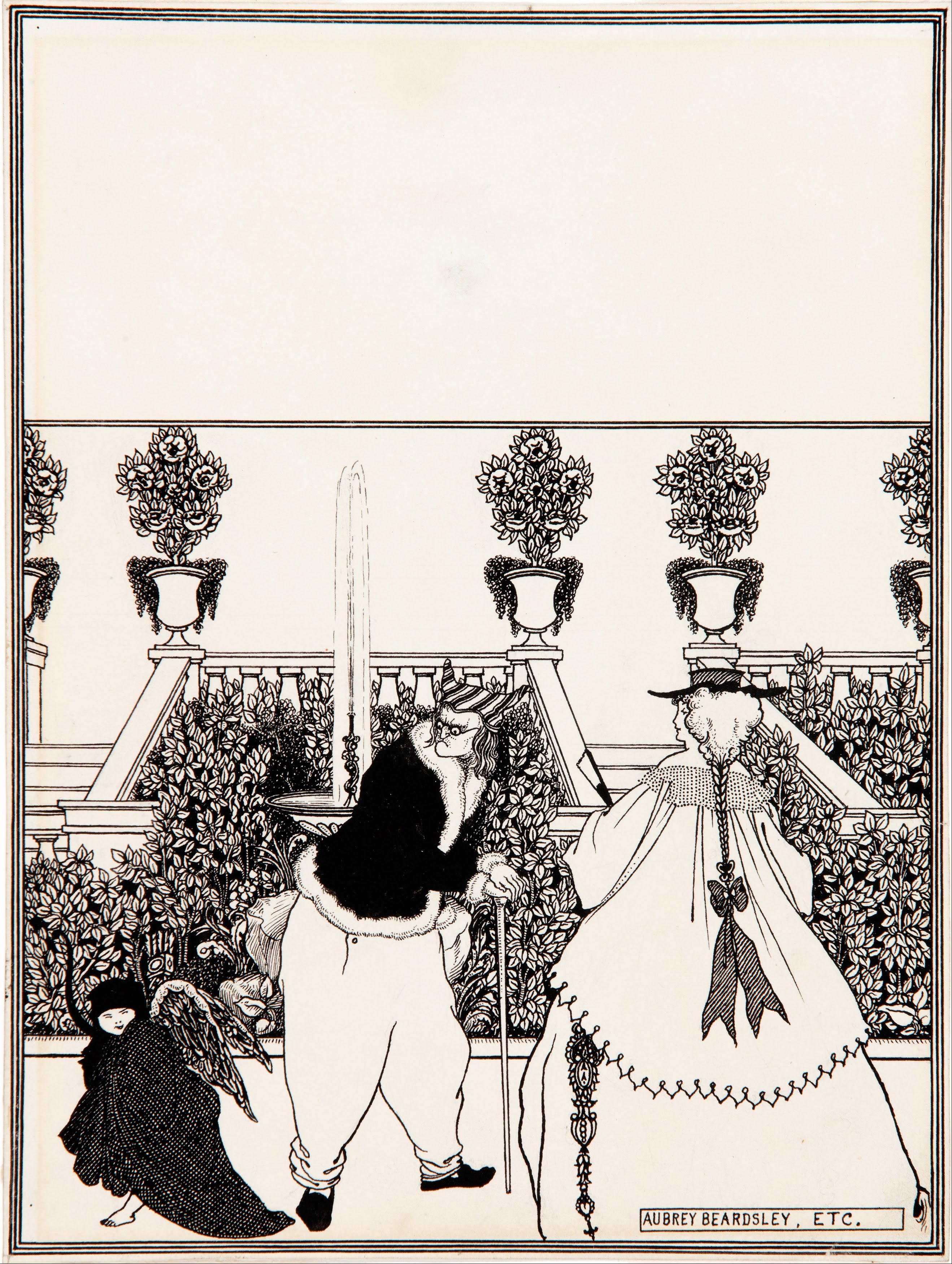
The driving of Cupid from the garden, desenho preparatório para a capa de The Savoy (no. 3, July 1896)
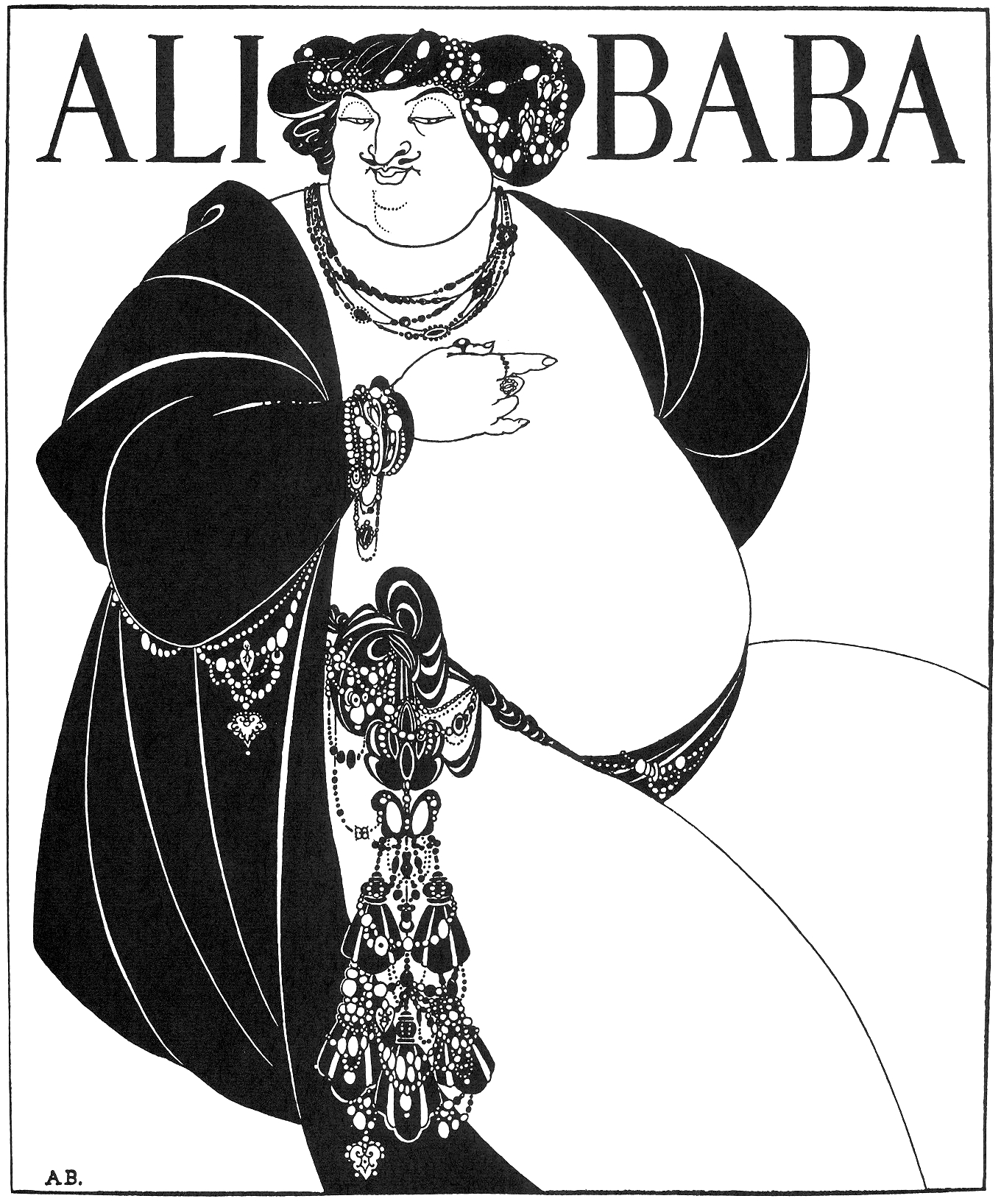
Capa de One Thousand and One Nights, 1897
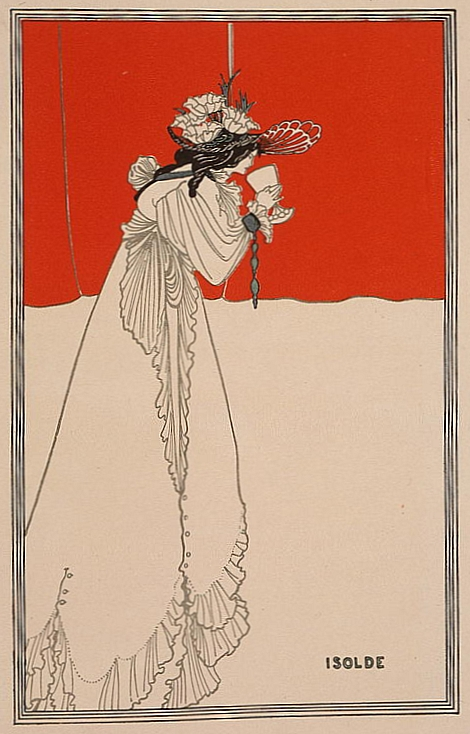
Isolde, ilustração em Pan magazine, 1899
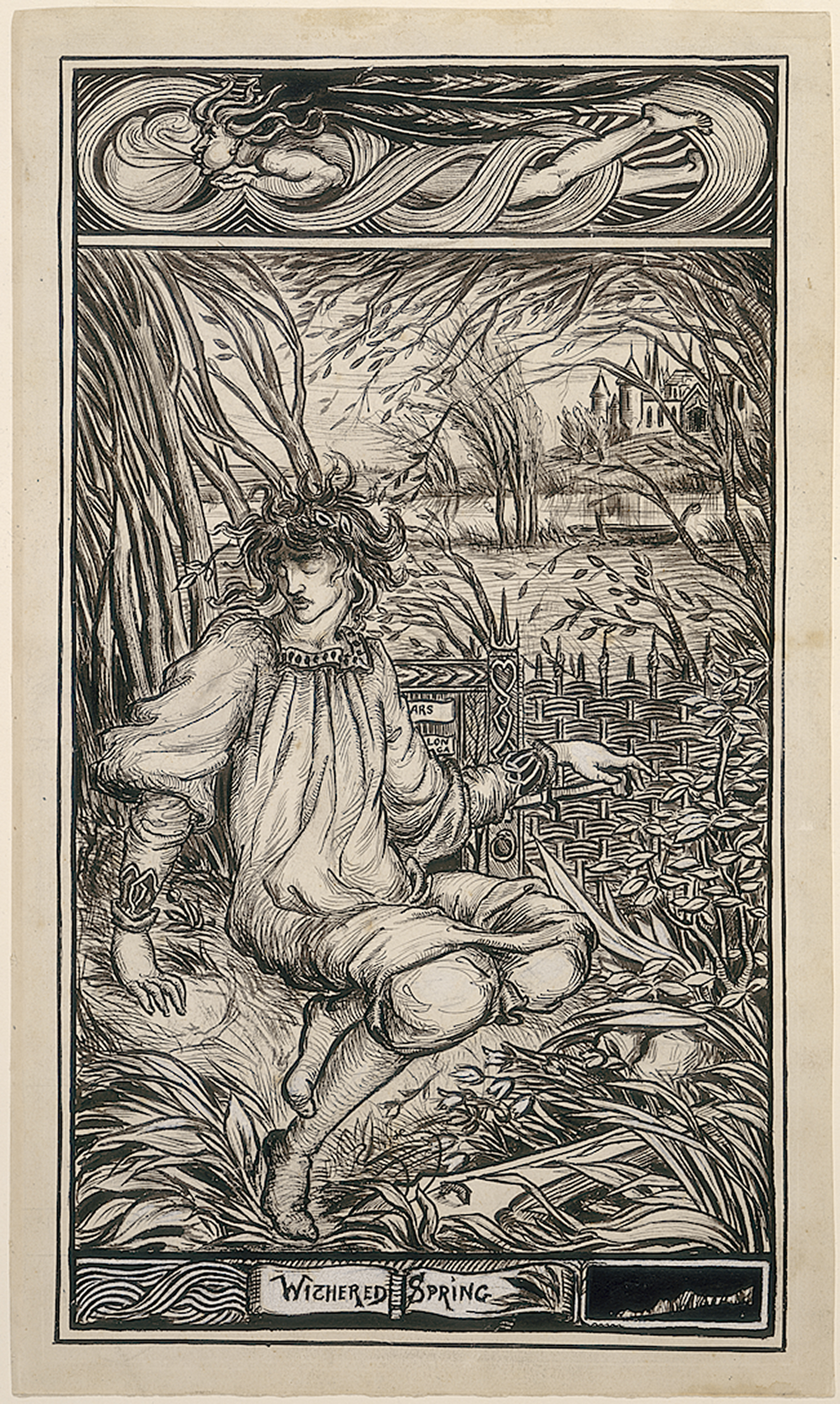
Withered Spring, data desconhecida, National Gallery of Art